# فیلیکس ئی. فایست
فیلیکس ئی. فایست (انگلیسی: Felix E. Feist; تلفظ: ‎/faɪst/‎; ۲۸ فوریهٔ ۱۹۱۰ – ۲ سپتامبر ۱۹۶۵) کارگردان فیلم و فیلم‌نامه‌نویس اهل ایالات متحده آمریکا بود. وی بین سال‌های ۱۹۳۰ تا ۱۹۶۵ میلادی فعالیت می‌کرد.
وی کارگردان فیلم‌هایی همچون درختان بزرگ و شیطان در کمین بوده است.